# Low Head
Low Head är en ort i Australien. Den ligger i kommunen George Town och delstaten Tasmanien, i den sydöstra delen av landet, omkring 200 kilometer norr om delstatshuvudstaden Hobart. Antalet invånare är 627.
Trakten är glest befolkad. Närmaste större samhälle är George Town, nära Low Head. 
I omgivningarna runt Low Head växer i huvudsak städsegrön lövskog. Genomsnittlig årsnederbörd är 1 279 millimeter. Den regnigaste månaden är augusti, med i genomsnitt 174 mm nederbörd, och den torraste är januari, med 42 mm nederbörd.